# Maserati Tipo V4
Maserati Tipo V4/V5 är en tävlingsbil, tillverkad av den italienska biltillverkaren Maserati mellan 1929 och 1932.

## Bakgrund
Sedan Internationella bilsportförbundet misslyckats med att få till en 750 kg-formel säsongen 1928 infördes istället Formel Libre där i stort sett allt var tillåtet. Denna formel gav upphov till några monstruösa tävlingsbilar. Maseratis bidrag var två sextoncylindriga modeller.

## Utveckling

### Tipo V4
Tipo V4 debuterade vid Monzas Grand Prix 1929. Bilens motor bestod av två 26B-motorer på gemensamt vevhus, sammankopplade med kuggväxlar. Den stora motorn gjorde bilen fruktansvärt svårkörd, men Baconin Borzacchini satte ändå varvrekord i tävlingen med en hastighet på 198,7 km/h. Rekordet stod sig fram till 1954.

### Tipo V5
1932 kom den ännu större Tipo V5, med två 26M-motorer sammankopplade. Amedeo Ruggeri försökte slå hastighetsrekord på Montlhérybanan i december 1932 med bilen, men förolyckades.
Två extra motorer byggdes också för användning i motorbåtsport.

## Tekniska data
| Tekniska data           | Tipo V4                                                          | Tipo V5                                                          |
| ----------------------- | ---------------------------------------------------------------- | ---------------------------------------------------------------- |
| Motor:                  | Frontmonterad 22,5° 16-cylindrig V-motor                         | Frontmonterad 22,5° 16-cylindrig V-motor                         |
| Cylindervolym:          | 3961 cm³                                                         | 4906 cm³                                                         |
| Borrning x slaglängd:   | 62 x 82 mm                                                       | 69 x 82 mm                                                       |
| Max effekt vid varvtal: | 300 hk vid 5 500 v/min                                           | 360 hk vid 5 200 v/min                                           |
| Ventilstyrning:         | 2 överliggande kamaxlar per cylinderrad, 2 ventiler per cylinder | 2 överliggande kamaxlar per cylinderrad, 2 ventiler per cylinder |
| Kompression:            | 5,5:1                                                            | 5,0:1                                                            |
| Förgasare:              | Dubbla Weber DO                                                  | Dubbla Weber DO                                                  |
| Överladdning:           | Dubbla Roots-kompressorer                                        | Dubbla Roots-kompressorer                                        |
| Växellåda:              | 4-växlad manuell                                                 | 4-växlad manuell                                                 |
| Hjulupphängning:        | Stela axlar, längsgående bladfjädrar                             | Stela axlar, längsgående bladfjädrar                             |
| Bromsar:                | Mekaniska trumbromsar                                            | Mekaniska trumbromsar                                            |
| Chassi & kaross:        | Lådbalksram med aluminiumkaross                                  | Lådbalksram med aluminiumkaross                                  |
| Hjulbas:                | 275 cm                                                           | 275 cm                                                           |
| Torrvikt:               | 1050 kg                                                          | 1050 kg                                                          |
| Toppfart:               | 260 km/h                                                         | 270 km/h                                                         |

## Tävlingsresultat
Baconin Borzacchini vann Tripolis Grand Prix 1930 med Tipo V4. Året därpå vann Luigi Fagioli Roms Grand Prix.
Fagioli upprepade sin triumf i Roms Grand Prix 1932 med Tipo V5. Detta blev bilens enda vinst. Bilen förstördes i en krasch vid Tripolis Grand Prix 1934, som föraren Piero Taruffi lyckligtvis överlevde.

## Tillverkning
| Modell | Antal |
| ------ | ----- |
| V4     | 2     |
| V5     | 1     |